# Gümüşhane

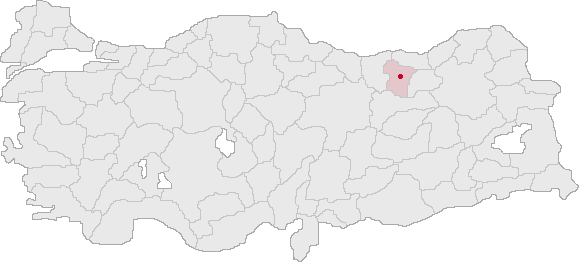
Położenie prowincji i miasta Gümüşhane

Gümüşhane – miasto w Turcji, centrum administracyjne prowincji o tej samej nazwie.
Według danych na rok 2000 miasto zamieszkiwało 30 270 osób, a według danych na rok 2004 całą prowincję ok. 192 000 osób. Gęstość zaludnienia w prowincji wynosiła ok. 29 osób na km².